# اوکلند موتور

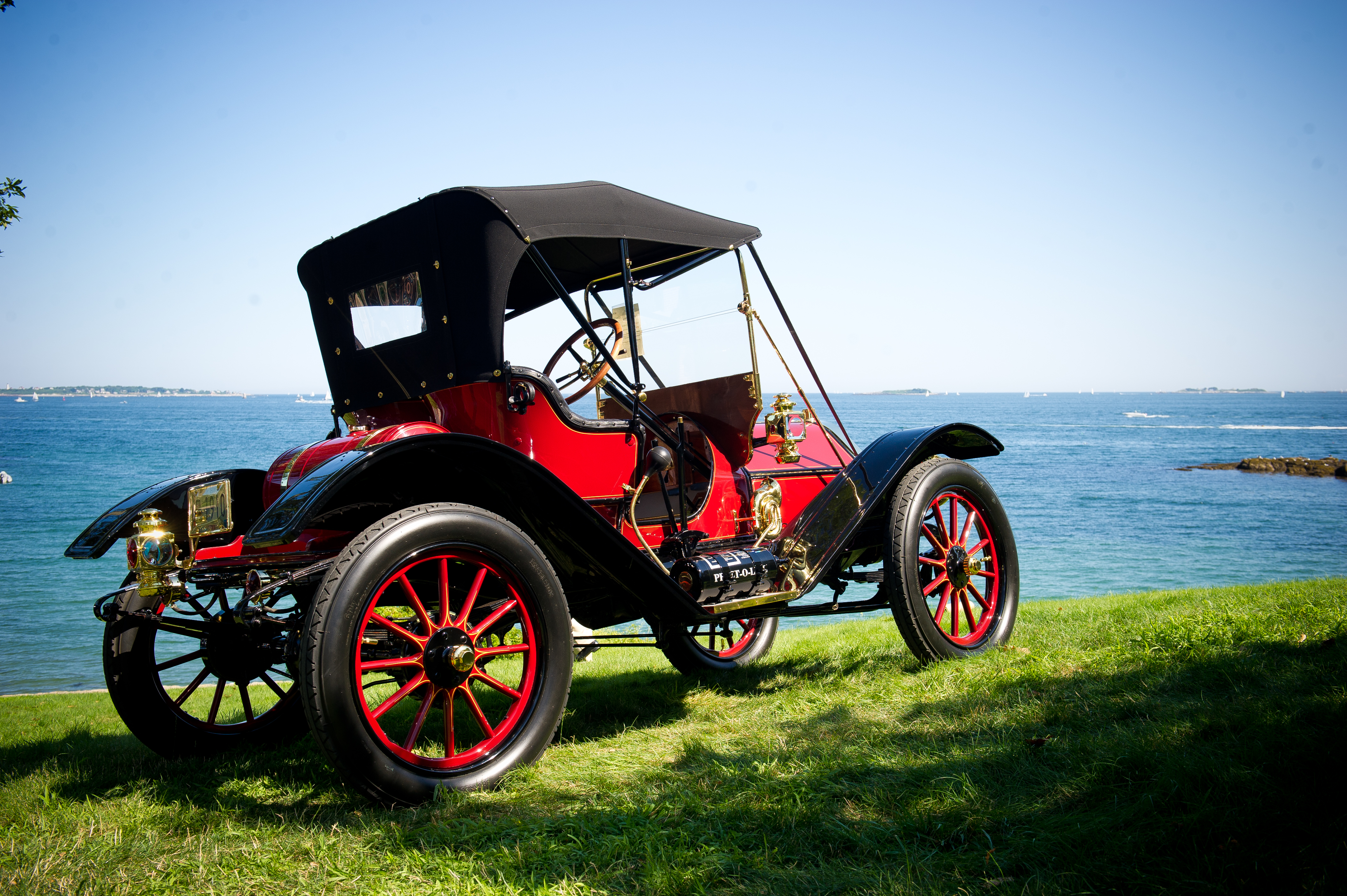
اوکلند مدل ۱۹۱۰

اوکلند موتور، (به انگلیسی: Oakland Motor) شرکت خودروسازی آمریکایی بود، که در تاریخ ۲۸ اوت ۱۹۰۷ توسط ادوارد مورفی تأسیس شد. شرکت اوکلند موتور در ماه نوامبر سال ۱۹۰۸ با شرکت پونتیاک ادغام گردید و در پی آن، شرکت تازه تأسیس، اقدام به تولید خودرو، تحت برند اوکلند نمود.
در ژانویه سال ۱۹۰۹، مدیرعامل وقت جنرال موتورز؛ ویلیام سی. دورانت ۵۰٪ درصد از سهام اوکلند موتور را خریداری کرد. در اواخر سال ۱۹۰۹ ۵۰٪ درصد دیگر سهام نیز پس از درگذشت ادوارد مورفی، مالک شرکت اوکلند، به جنرال موتورز واگذار شد.
پونتیاک در طول فعالیت تحت مدیریت جی‌ام، در سال‌های نخست، از مالک اصلی خود؛ اوکلند پیشی گرفت، بگونه‌ای که در اوایل دهه ۱۹۳۰ تمامی تلاش آن بر ابقای کمپانی اوکلند موتور، مؤثر واقع نشد و اوکلند در سال ۱۹۳۱ منحل اعلام شد.